# Santa Vittoria in Matenano
Santa Vittoria in Matenano ist eine italienische Gemeinde (comune) mit 1140 Einwohnern (Stand 31. Dezember 2023) in der Provinz Fermo in den Marken. Die Gemeinde liegt etwa 24 Kilometer südwestlich von Fermo, gehört zur Comunità montana dei Sibillini und grenzt unmittelbar an die Provinzen Ascoli Piceno und Macerata.

## Geschichte
Gegründet wurde die Gemeinde 890 durch Mönche der Benediktinerabtei von Farfa.

## Gemeindepartnerschaften
Santa Vittoria in Matenano unterhält Partnerschaften mit folgenden Gemeinden:
- Swenigorod, Oblast Moskau (Russland)
- Mqabba (Malta)
- Monteleone Sabino, Provinz Rieti (Italien)
- Fara in Sabina, Provinz Rieti (Italien)
- La Ferté-Saint-Aubin, Département Loiret (Frankreich)
- Spongano, Provinz Lecce (Italien)